# Коромо (княжество)
Княжество Коромо (яп. 挙母藩 Коромо-хан) — феодальное княжество (хан) в Японии периода Эдо (1604—1871). Коромо-хан располагался в провинции Микава (современная префектура Айти) на острове Хонсю.

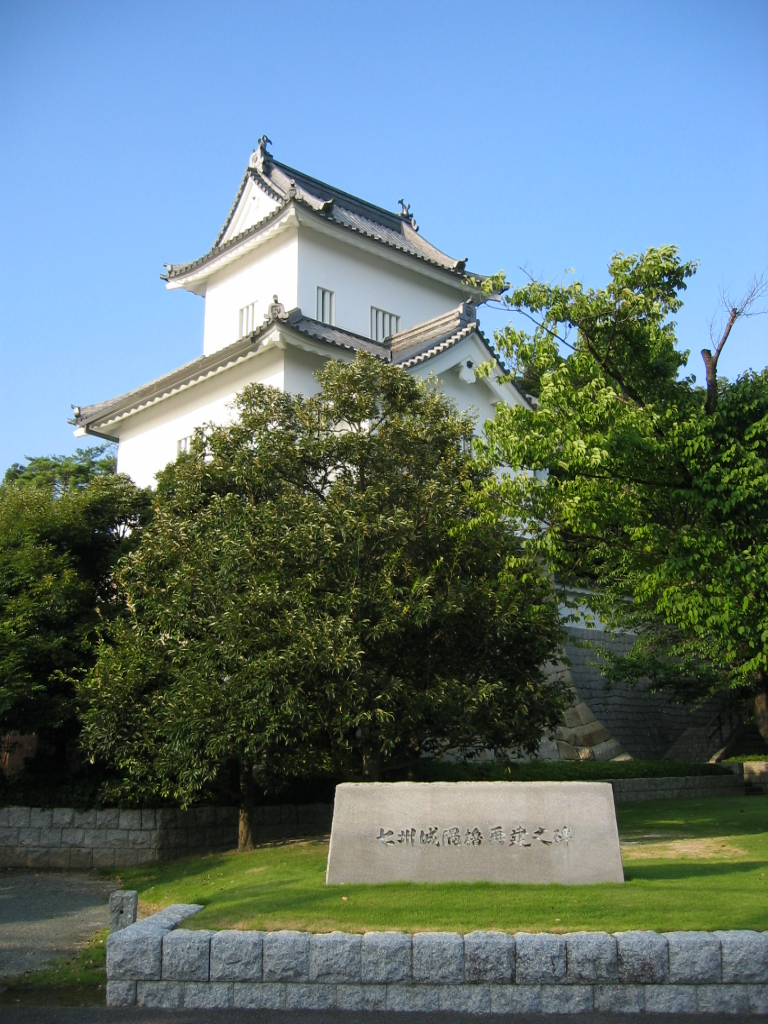
Реконструированная ягура в замке Коромо, административном центре Коромо-хана

Административный центр хана: Замок Коромо в провинции Микава (современный город Тоёта в префектуре Айти).

## История

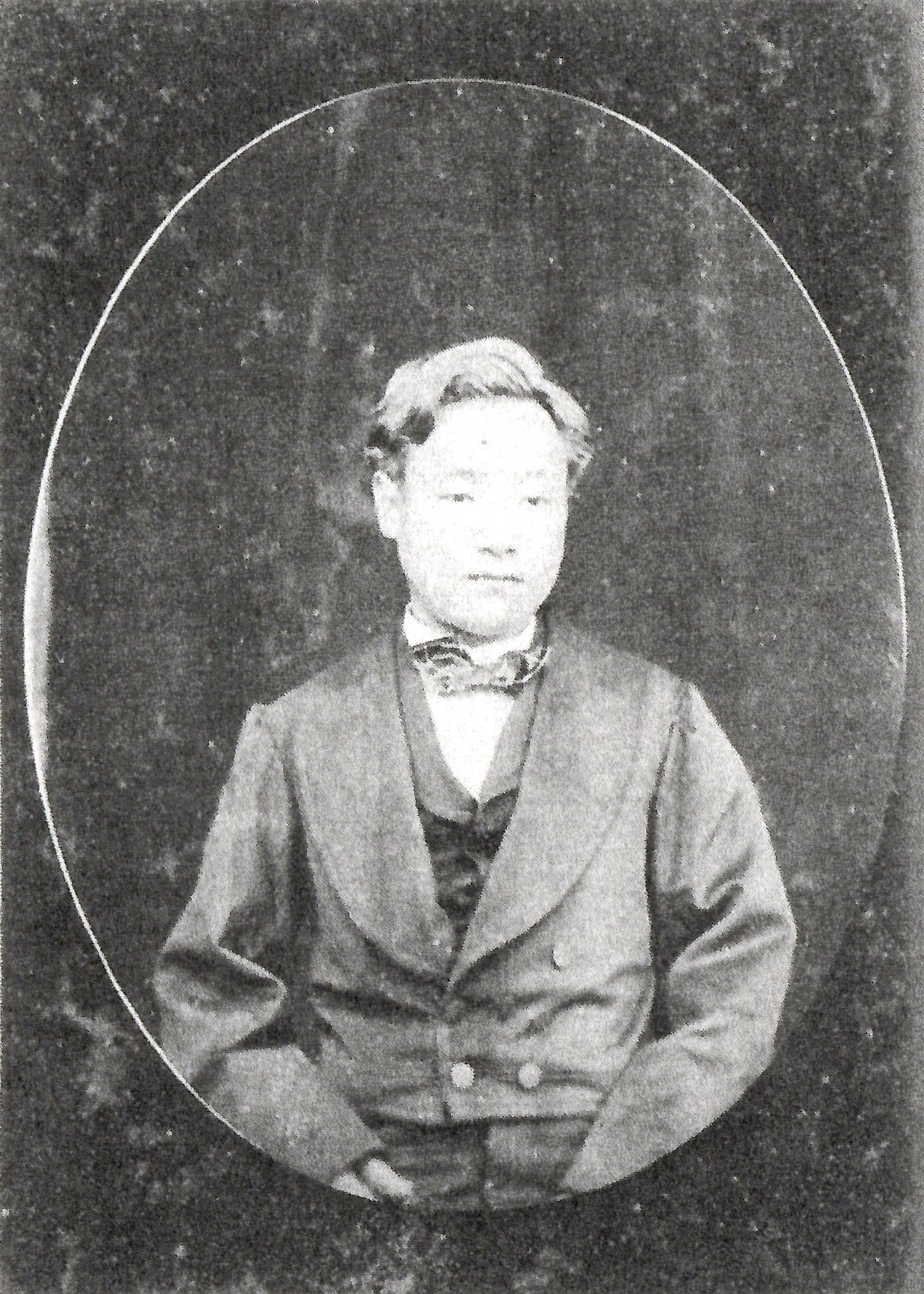
Найто Масанари (1856—1901), последний (7-й) даймё Коромо-хана (1858—1871)

В период Камакура был построен замок Коромо, а в период Сэнгоку за этот район вели борьбу кланы Имагава и Ода. После установления сёгуната Токугава районом вокруг замка Коромо управлял род Миякэ. В 1600 году Миякэ Ясусада (1544—1615) построил jin’ya (укрепленную резиденцию) примерно в километре от место первоначальной крепости и посадил сакуры вокруг неё. Резиденция получила прозвище Sakura-jō" (桜城).
В 1620 году Миякэ Ясунобу (1563—1632), старший сын и преемник Миякэ Ясусады, был переведен в Камеяма-хан в провинции Исэ. В 1620—1636 годах княжество Коромо находилось под непосредственным управлением сёгуната Токугава. В 1636 году Миякэ Ясумори (1600—1658), старший сын Миякэ Ясунобу, был переведен обратно из Камеяма-хана в Коромо-хан в провинции Микава. В 1664 году Миякэ Ясукацу (1628—1687), 2-й даймё Коромо-хана (1658—1664), был переведен в Тахара-хан в провинции Микава.
В 1664—1681 годах Коромо-хан вторично находился под управлением сёгунской администрации. В 1681 году в Коромо-хан был переведен Хонда Тадатоси (1635—1700), ранее правивший в Исикава-хане в провинции Муцу (1662—1681). Его потомки управляли княжеством до 1749 года, когда Хонда Таданага (1708—1802), был переведен в Сагара-хан в провинции Тотоми.
В 1749 году новым правителем Коромо-хана стал Найто Масамицу (1741—1802), бывший даймё Аннака-хана в провинции Кодзукэ. Его потомки управляли княжеством Коромо в течение следующих 120 лет вплоть до Реставрации Мэйдзи. Бакуфу разрешило даймё Коромо-хана построить замок в качестве их резиденции. Двое даймё из рода Найто, Масанари и Масахиро, были приняты в семью Найто, они были старшими братьями Ии Наосукэ.
В 1836—1838 годах Коромо-хан страдал от неурожаев и голода, что привело к ряду крупномасштабных крестьянских восстаний. В 1854 году город Коромо был значительной степени разрушен из-за землетрясения периода Ансэй. Во время Войны Босин (1868—1869) княжество Коромо отправило часть своих войск для охраны дороги Токайдо и замка Сумпу, но эти силы сдались новому правительству Мэйдзи без сопротивления.
Согласно переписи 1869 года, в княжестве Коромо проживало 19 253 человека в 5 078 домохозяйствах. Княжество сохранило свою основную резиденцию (камиясики) в Эдо (район Хандзомон) до период Анъэй (1772—1780), когда она была переведена в район Мита.
В июле 1871 года после административно-политической реформы Коромо-хан был ликвидирован. На территории бывшего княжества первоначально была создана префектура Коромо, которая позднее стала частью префектуры Нуката и, наконец, вошла в состав префектуры Айти.

## Список даймё
| #                           | Имя и годы жизни                          | Годы правления | Титул                    | Ранг                    | Кокудара    |
| --------------------------- | ----------------------------------------- | -------------- | ------------------------ | ----------------------- | ----------- |
| Род Миякэ (фудай) 1604—1619 |                                           |                |                          |                         |             |
| 1                           | Миякэ Ясусада (1544-1615) (яп. 三宅康貞)  | 1604-1615      | нет                      | Пятый нижний (従五位下) | 10,000 коку |
| 2                           | Миякэ Ясунобу (1563-1632) (яп. 三宅康信)  | 1615-1620      | Этиго-но-ками (越後守)   | Пятый нижний (従五位下) | 10,000 коку |
| Сёгунат Токугава, 1620—1636 |                                           |                |                          |                         |             |
| Род Миякэ (фудай) 1636—1664 |                                           |                |                          |                         |             |
| 3                           | Миякэ Ясумори (1600-1658) (яп. 三宅康盛)  | 1636-1657      | Дайдзэн-но-сукэ (大膳亮) | Пятый нижний (従五位下) | 10,000 коку |
| 4                           | Миякэ Ясукацу (1628-1687) (яп. 三宅康勝)  | 1658-1664      | Ното-но-ками (能登守)    | Пятый нижний (従五位下) | 10,000 коку |
| Сёгунат Токугава, 1664—1681 |                                           |                |                          |                         |             |
| Род Хонда (фудай) 1681—1749 |                                           |                |                          |                         |             |
| 1                           | Хонда Тадатоси (1635-1700) (яп. 本多忠利) | 1681-1700      | Ямасиро-но-ками (山城守) | Пятый нижний (従五位下) | 20,000 коку |
| 2                           | Хонда Тадацугу (1679-1711) (яп. 本多忠次) | 1700-1711      | Ямасиро-но-ками (山城守) | Пятый нижний (従五位下) | 20,000 коку |
| 3                           | Хонда Таданага (1708-1802) (яп. 本多忠央) | 1711-1749      | Нагато-но-ками (長門守)  | Пятый нижний (従五位下) | 20,000 коку |
| Род Найто (фудай) 1749—1871 |                                           |                |                          |                         |             |
| 1                           | Найто Масамицу (1741-1802) (яп. 内藤政苗) | 1749-1766      | Тамба-но-ками (丹波守)   | Пятый нижний (従五位下) | 20,000 коку |
| 2                           | Найто Сатобуми (1751-1794) (яп. 内藤学文) | 1766-1794      | Ямасиро-но-ками (山城守) | Пятый нижний (従五位下) | 20,000 коку |
| 3                           | Найто Масамити (1778-1822) (яп. 内藤政峻) | 1794-1813      | Ямасиро-но-ками (山城守) | Пятый нижний (従五位下) | 20,000 коку |
| 4                           | Найто Масанари (1802-1860) (яп. 内藤政成) | 1813-1830      | Ямасиро-но-ками (山城守) | Пятый нижний (従五位下) | 20,000 коку |
| 5                           | Найто Масахиро (1810-1851) (яп. 内藤政優) | 1830-1851      | Тамба-но-ками (丹波守)   | Пятый нижний (従五位下) | 20,000 коку |
| 6                           | Найто Масабуми (1830-1858) (яп. 内藤政文) | 1851-1858      | Ямасиро-но-ками (山城守) | Пятый нижний (従五位下) | 20,000 коку |
| 7                           | Найто Масанари (1856-1901) (яп. 内藤政成) | 1858-1871      | Тамба-но-ками (丹波守)   | Пятый нижний (従五位下) | 20,000 коку |